# دسته‌ستون‌سانان
دسته‌ستون‌سانان (نام علمی: Desmostylia) نام یک راسته از فراراسته آفریقاددان است.